# Conde da Póvoa
Conde da Póvoa é um título nobiliárquico criado pelo Rei D. João VI de Portugal, por Decreto de 3 e Carta de 8 de Julho de 1823, em favor de Henrique Teixeira de Sampaio, antes também 1.º Barão de Teixeira.
Titulares
1. D. Henrique Teixeira de Sampaio, 1.º Conde da Póvoa, 1.º Barão de Teixeira;
2. D. João Maria Teixeira de Sampaio, 2.º Conde da Póvoa.

Após a Implantação da República Portuguesa, e com o fim do sistema nobiliárquico, usaram o título: 
1. D. Domingos Maria do Espírito Santo José Francisco de Paula de Sousa e Holstein Beck, 3.º Conde da Póvoa;
2. D. Manuel de Sousa e Holstein Beck, 4.° Conde da Póvoa, 2.° Barão de Teixeira (falecido em 2011);
3. D. Manuel Gomez-Acebo de Sousa e Holstein, 5.° Conde da Póvoa.[2]